# Rio Buriticupu
O rio Buriticupu  é um curso de água que banha o estado de Maranhão, no Brasil. É o principal afluente do rio Pindaré, que integra a região hidrográfica do Atlântico Nordeste Ocidental. O rio Buriticupu está na bacia hidrográfica do Mearim, que tem como rio principal o Mearim. Está localizado na Amazônia maranhense, que abrange as terras a oeste do Meridiano 44º. Nasce no município de Amarante do Maranhão, na serra do Tiracambu. É o principal afluente do rio Pindaré. Banha as áreas rurais dos municípios de Bom Jesus das Selvas e Buriticupu. Seu principal afluente é o rio Serozal, desagua no rio Pindaré, próximo à cidade de Buriticupu.